# Ramón Darío Larrosa
Darío Larrosa (Montevideo, Montevideo, Uruguay, 13 de diciembre de 1971) es un exfutbolista uruguayo. 
Su posición en la cancha era de volante ofensivo y su último equipo fue el Racing Club de Montevideo de la Primera División de Uruguay. Actualmente está ocupando el puesto de director deportivo del Club Deportivo Águila en El Salvador.

## Clubes
| Club      | País        | Año       |
| --------- | ----------- | --------- |
| Racing    | Uruguay     | 1999      |
| Juventud  | Uruguay     | 2000      |
| Municipal | Guatemala   | 2001      |
| Juventud  | Uruguay     | 2002      |
| Nacional  | Uruguay     | 2003      |
| Águila    | El Salvador | 2004      |
| Peñarol   | Uruguay     | 2005      |
| Progreso  | Uruguay     | 2006-2007 |
| Racing    | Uruguay     | 2008-2015 |